# Hoàng Bách
Trần Hoàng Bách (sinh ngày 3 tháng 8 năm 1980), thường được biết đến với nghệ danh Hoàng Bách, là một nam ca sĩ kiêm sáng tác nhạc, đồng thời là nhà sản xuất nhạc và diễn viên người Việt Nam. Sinh ra trong một gia đình có truyền thống nghệ thuật, Hoàng Bách đã bắt đầu hoạt động âm nhạc chuyên nghiệp với nhóm nhạc nam AC&M vào năm 2001. Sau khi nhóm nhạc tan rã, anh chuyển sang hoạt động cá nhân và đã sở hữu một dự án riêng Bach20 khởi đầu vào năm 2019.  

## Sự nghiệp

### 1980–2001: Thuở niên thiếu và khởi đầu sự nghiệp
Trần Hoàng Bách sinh ngày 3 tháng 8 năm 1980 tại Nam Định trong một gia đình nghệ thuật. Bố của Hoàng Bách là biên đạo múa, NSƯT Hoàng Hải - nguyên trưởng Đoàn nghệ thuật Quân khu 3, và mẹ là ca sĩ Thục An, từng học Nhạc viện Hà Nội trước khi trở thành ca sĩ của đoàn ca nhạc tỉnh Nam Định. Thời trẻ, bà từ bỏ cơ hội phát triển nghề để lùi về chăm sóc gia đình và giúp chồng - nghệ sĩ Hoàng Hải - thăng hoa trong nghề múa. Ngay từ nhỏ, anh đã được mẹ truyền cảm hứng âm nhạc. Mẹ là người thầy âm nhạc quan trọng trong cuộc đời của nam ca sĩ. Lên bốn tuổi, anh được đi luyện thanh ở phòng thu và hát trong chương trình thiếu nhi của Đài phát thanh Nam Định. Cho đến năm 7 tuổi, Hoàng Bách đã bắt đầu chơi trống và organ.
Năm 1996, chứng kiến con trai chưa thể một mình tự lập trong những ngày học ở Nhạc viện Hà Nội, gia đình anh quyết định chuyển nhà vào Thành phố Hồ Chí Minh sinh sống. Hành trang của anh vào Nam khi đó, ngoài quần áo chỉ có cây đàn organ. Tại đây, Hoàng Bách đã được mẹ dẫn đến gặp nghệ sĩ Trần Hiếu luyện thanh nhạc, sau đó anh tiếp tục học kèn Oboe tại Nhạc viện Thành phố Hồ Chí Minh (đến năm 2003), cùng thời với Mỹ Tâm, Hiền Thục. Nhưng Hoàng Bách tự cảm thấy mình không sinh ra để làm nhạc công hay nghệ sĩ biểu diễn nhạc cụ vì niềm yêu thích sâu xa nhất của Bách vẫn là được đi hát. Vì thế, vào năm cuối cùng tại Nhạc viện Thành phố Hồ Chí Minh, Hoàng Bách quyết định bỏ ngang việc học để theo con đường ca hát chuyên nghiệp.

### 2001–2009: Đột phá với AC&M
Năm 2001, 5 năm sau ngày vào Thành phố Hồ Chí Minh, Hoàng Bách đã bước vào con đường ca hát chuyên nghiệp với vai trò là thành viên của nhóm nhạc AC&M (viết tắt của A Capella & More), một nhóm nhạc nam theo phong cách a capella gồm 4 thành viên đều xuất thân từ Nhạc viện thành phố Hồ Chí Minh. Anh giữ vai trò giọng Tenor thứ hai của nhóm kiêm sáng tác, và đã phát hành 5 album cùng nhóm. Sự xuất hiện của nhóm AC&M khi đó đã thu hút sự quan tâm của công chúng bởi cả 4 thành viên đều có giọng hát tốt, có khả năng sáng tác, cộng với phong cách Acapella mà nhóm theo đuổi còn khá mới lạ ở Việt Nam.
Ca khúc đầu tiên Hoàng Bách sáng tác năm 19 tuổi, bản hit gắn liền với tên tuổi của anh và nhóm nhạc AC&M là "Chuyện chàng cô đơn" cũng được sáng tác trong thời gian này. Đây cũng là ca khúc ghi dấu anh như một trong những "singer-song writer" hiếm hoi thuộc thế hệ những năm 2000.  Ca khúc nằm trong album AC&M Vol 1 - album đầu tiên của nhóm được phát hành năm 2003 và đã đoạt giải Bài hát được yêu thích nhất của Bài hát tôi yêu lần 2.
Tháng 9 năm 2004, Hoàng Bách là thành viên đầu tiên của nhóm giới thiệu album riêng đầu tiên của mình - Album Vol.1 Mưa rơi cuối tuần. Lần đầu tiên Hoàng Bách phổ biến chính thức bản ghi âm solo bao gồm nhiều bài hát tự sáng tác như "Cho mối tình đầu", "Mưa rơi cuối tuần", "Phố mưa" cùng một bài soạn lời Việt ("Lỗi lầm của anh", dựa trên bản gốc "Stupid Mistake" của Gareth Gates). Năm 2006, vẫn trong thời gian hoạt động cùng nhóm, Hoàng Bách tiếp tục phát hành Album Vol 2 - Từ khi có em vẫn với những ca khúc tự sáng tác gồm "Mình mãi quên nhau thật sao", "Từ khi có em" (bài hát được yêu thích nhất tháng 8 năm 2007 của Bài hát Việt). Năm 2009, Hoàng Bách quyết định rời nhóm để hoạt động solo, và không lâu sau AC&M chính thức tan rã.

### 2009–2018: Bắt đầu sự nghiệp solo
Năm 2009, Hoàng Bách gia nhập công ty Music Faces của nhạc sĩ Ðức Trí và bắt đầu hoạt động solo. Cũng trong năm này, anh tham gia tour diễn xuyên Việt đầu tiên - Những gương mặt âm nhạc 2009 của Music Faces cùng với các nghệ sĩ khác của công ty: Hồ Ngọc Hà, Phương Vy, Anh Khoa, Lê Hiếu, Quốc Thiên, Suboi.
Song song với tour diễn, album Vol.1 Thoáng mây bay - album đầu tiên trong sự nghiệp solo của Hoàng Bách - cũng được ra mắt. CD gồm 10 ca khúc nổi tiếng một thời của các nhạc sĩ tài danh: "Thoáng mây bay" (Đức Huy), "Ai về sông Tương" (Thông Đạt), "Chiều tím" (Đan Ngọ - Đinh Hùng), "Chiều nay không có em" (Ngô Thụy Miên), "Rồi mai tôi đưa em" (Trường Sa), "Bây giờ tháng mấy" (Từ Công Phụng), "Dư âm" (Nguyễn Văn Tý), "Bay đi cánh chim biển" (Đức Huy), "Nếu xa nhau" (Đức Huy) và "Tưởng rằng đã quên đi" (Trịnh Công Sơn). Phần hoà âm của album này do nhạc sĩ Đức Trí và Hoài Sa đảm nhiệm. Album này của Hoàng Bách nhận được giải Top 5 album tháng 9 của Album Vàng 2009. Năm 2010, Hoàng Bách tách khỏi công ty Music Faces để hoạt động độc lập.
Cuối năm 2011, sau hai đĩa đơn "Vệt nắng cuối trời" và "Tàn phai giấc mơ", Hoàng Bách ra mắt album Vol 3 Giây phút mong manh - Vệt nắng cuối trời. Album gồm 9 bài hát trong đó có 4 sáng tác của anh ("Giây phút mong manh", "Dù biết không bao giờ", "Tôi về đâu", "Giá như"), 4 sáng tác của Tiến Minh ("Vệt nắng cuối trời", "Con đường hạnh phúc", "Để mãi có nhau", "Đó là tình yêu") và một sáng tác của Mạnh Quân ("Tàn phai giấc mơ"). Tiếp nối thành công của hai MV 'Vệt nắng cuối trời' và 'Tàn phai giấc mơ' ra mắt năm 2011, Hoàng Bách tiếp tục phát hành MV 'Tạm biệt em' vào năm 2012, cũng là một ca khúc do anh sáng tác. Cuối năm 2012, Hoàng Bách tiếp tục ra mắt MV "Niềm đau chôn dấu", nằm trong dự án album tập hợp các bài hát nổi tiếng tại Việt Nam ở thập niên trước. Đây là ca khúc nổi tiếng của nhạc sĩ Lữ Liên từng được các ca sĩ Ngọc Lan, Khánh Hà thể hiện thành công và được công chúng Việt Nam những năm 80-90 yêu thích.
Đầu năm 2013, Hoàng Bách phát hành MV “Về đi thôi" và album online cùng tên do anh sáng tác. Ngoài ”Về đi thôi”, album online của Hoàng Bách còn có 3 bản phối lại  các bài hát vốn được yêu thích trong các dự án trước đây của anh như: "Tạm biệt em", "Giây phút mong manh", "Tàn phai giấc mơ", với sự trợ giúp của nhạc sĩ Hoàng Duy. Cũng trong năm này, anh ra mắt Album Trời còn mưa mãi - tuyển tập các bài hát Nhật Bản được yêu thích tại Việt Nam và châu Á từ những thập niên 90. Album Trời còn mưa mãi đã tiêu tốn của Hoàng Bách khoảng 2 năm do cần thời gian để hoàn thành các thủ tục cấp phép và phải liên hệ với chính tác giả hoặc chủ sở hữu tác phẩm ở Nhật Bản. 11 ca khúc được Hoàng Bách chọn thể hiện trong album này đều là những bài hát hát được yêu thích tại châu Á nói chung và Việt Nam nói riêng: "Trời còn mưa mãi", "Sa mạc tình yêu," "Khi cô đơn anh gọi tên em", "Never fall in love (Niềm đau chôn dấu)", "Tàn tro", "Hận tình trong mưa"… Album này cũng nằm trong chuỗi dự án các ca khúc thuộc Classic series, tiếp nối từ album Thoáng mây bay. Chỉ 10 ngày sau khi phát hành bản online, "Trời còn mưa mãi" đạt gần nửa triệu lượt nghe. Cùng năm, Hoàng Bách tham gia diễn xuất trong bộ phim Quả tim máu của Victor Vũ - bộ phim đạt doanh thu cao nhất trong lịch sử điện ảnh Việt Nam tại thời điểm. 
Tháng 8 năm 2014, Hoàng Bách ra mắt MV "Người đàn ông trong ngôi nhà vắng" - ca khúc được anh sáng tác và hòa âm từ năm 2007. MV có sự góp mặt của Hoàng Minh Hà - cô con gái của Hoàng Bách khi đó mới chỉ 20 tháng tuổi. Ca khúc nằm trong bảng xếp hạng 12 ca khúc được yêu thích nhất theo lượt nghe trên website và bình chọn của hội đồng tuyển chọn trong Liveshow Bài hát yêu thích tháng 9 năm 2014. Cuối năm 2014, Hoàng Bách phát hành hai ca khúc "Tôi muốn về nhà" và "Cho tôi trở về tuổi thơ" dành tặng cho gia đình, đặc biệt là cho người con trai và con gái của mình. Đây là hai ca khúc được anh sáng tác khi tham gia chương trình Bố ơi! Mình đi đâu thế? cùng con trai Tê Giác (Hoàng Minh). “Cho tôi trở về tuổi thơ” đã được chọn là ca khúc chủ đề cho những số đầu tiên của Bố ơi! Mình đi đâu thế? và ngay lập tức đã dẫn đầu bình chọn các ca khúc ứng cử cho Bài hát yêu thích tháng 12 năm 2014. Ngoài ra, Hoàng Bách còn có một sáng tác khác dành riêng cho chương trình là "Mình đi đâu thế bố ơi", ca khúc nhanh chóng trở thành hit và mở ra hướng sáng tác âm nhạc về gia đình của anh.
Đầu năm 2015, Hoàng Bách ra mắt MV "Tôi muốn về nhà" nhân dịp Tết, với sự xuất hiện của cả ba thế hệ gia đình nam ca sĩ. Sau đó, anh phát hành album "Vol 4 30+Tôi muốn về nhà" kỷ niệm 9 năm ngày cưới của anh và vợ, gồm bảy ca khúc đều do anh tự sáng tác ("Về đi thôi", "Những đêm mùa đông", "Cho tôi trở về tuổi thơ" - song ca cùng con trai Tê Giác, "Người đàn ông trong ngôi nhà vắng", "Tạm biệt em", "Lời tạm biệt"). Album do nhạc sĩ Thanh Tâm chịu trách nhiệm hòa âm, thu âm, mix & mastering và được phát hành bởi Viettan Studio. Năm 2017, Hoàng Bách giới thiệu MV "Vì nụ cười em", một sáng tác dành cho chiến dịch Vì phụ nữ quanh ta của tổ chức Phụ nữ Liên Hợp Quốc mà anh làm đại sứ hình ảnh. Cuối năm 2017, Hoàng Bách ra mắt single "Cơn mưa nhỏ đầu mùa" gồm ba ca khúc đều là sáng tác của nhạc sĩ Việt Anh: "Mưa phi trường", "Chờ anh em nhé" và "Cơn mưa nhỏ đầu mùa", đồng thời tung ra MV ca khúc chủ đề và được thực hiện bởi cặp vợ chồng Văn Anh - Tú Vi.
Tháng 1 năm 2018, Hoàng Bách ra mắt album "Hoàng Bách hát Việt Anh" - dự án suốt bốn năm của anh và nhạc sĩ Việt Anh. Với những sáng tác cũ và mới, album được đầu tư lớn với sự có mặt của các nhạc công đến từ Nhà hát nhạc Giao hưởng Thành phố Hồ Chí Minh như đàn dây, flute, oboe và ban nhạc được thu live tại phòng thu.  Album gồm 8 ca khúc, trong đó có những ca khúc quen thuộc như "Chưa bao giờ", "Mưa phi trường", "Hoa có vàng nơi ấy",… và hai ca khúc mới được nhạc sĩ Việt Anh viết dành riêng cho Hoàng Bách là "Khi gió mùa sang" và "Những bến bờ cho con". Tháng 1 năm 2019, Hoàng Bách ra mắt MV "Mình già đi cùng nhau" dành tặng người vợ của mình nhân dịp kỷ niệm 12 năm ngày cưới.

### 2019–nay: Dự ánBach20và sự nghiệp sản xuất âm nhạc
Tháng 11 năm 2019, Hoàng Bách thành lập một ban nhạc riêng cho dự án dài hơi của mình mang tên Bach20, đánh dấu cột mốc 10 năm hoạt động solo của mình. Nói về lý do thành lập ban nhạc cùng dự án Bach20, anh chia sẻ, "20 là cái tuổi không biết sợ, không ngại thất bại. Đó là thời điểm mình sẽ chơi cuộc chơi rực rỡ nhất có thể, vui nhất có thể và cống hiến nhất có thể. Bách muốn trở về bản nguyên của mình, làm mọi thứ thật nhiều nguồn hứng khởi, với đúng con người mình." Ban nhạc gồm nhạc sĩ Lê Thanh Tâm làm trưởng ban, các nhạc công Nguyễn Khương An, Lương Bỉnh Khôi, Trần Hậu (trống), Y Khe Win Bya (guitar bass). Mở đầu cho dự án là MV "Chạm vào vinh quang", được thực hiện từ một ca khúc do chính Hoàng Bách sáng tác và hát cùng ban nhạc Bach20. 
"Chạm vào vinh quang là một sáng tác trong lúc bản thân nhạy cảm nhất. Ca khúc như mầm sống khiến những điều mới mẻ, nguồn năng lượng mới, sự lạc quan, trái tim dũng cảm sinh sôi nảy nở trong lòng tôi" - Hoàng Bách chia sẻ về lý do lựa chọn ca khúc này để mở đầu cho dự án của mình. 
Một lý do nữa là ngoài âm nhạc, Hoàng Bách có niềm đam mê rất lớn với thể thao, đặc biệt là bóng đá. Toàn bộ MV "Chạm vào vinh quang" được thu âm và ghi hình trực tiếp 100%, đòi hỏi các nghệ sĩ phải tập trung cao độ để đảm bảo chất lượng âm thanh, thể hiện những khoảnh khắc đẹp nhất trên sân khấu và thăng hoa với cảm xúc nhằm mang đến trải nghiệm chân thật nhất cho khán giả, ngay cả khi chỉ xem qua màn hình. MV có sự tham gia của 50 giọng hát từ Nhạc viện TP.HCM cùng 20 tay trống, sáu chàng trai trong ban nhạc Bach20 (trong đó có Hoàng Bách) và rapper Hà Lê.
Tháng 1 năm 2020, Hoàng Bách giới thiệu với công chúng bản MV thứ hai của ca khúc "Chạm vào vinh quang", tôn vinh những cá nhân kiệt xuất của thể thao Việt Nam, đặc biệt đồng hành cùng đội tuyển U-23 Việt Nam tại giải vô địch bóng đá U-23 châu Á diễn ra vào đầu năm đó. Ngoài việc tôn vinh những cá nhân xuất sắc của thể thao, video âm nhạc cũng dành thời gian cho những con người, sự kiện thuộc các lĩnh vực khác, như câu chuyện của nghệ sĩ Quốc Tuấn và bé Bôm – con trai của ông, hay hành trình của đội tuyển Việt Nam tại cuộc thi sáng tạo robot khu vực châu Á – Thái Bình Dương (ABU Robocon).
Tháng 4 năm 2020, anh sáng tác ca khúc về chủ đề COVID-19 mang tên "Cô Vi lang thang", thể hiện trên bản hòa âm đa dạng từ rumba sang a capella đến disco. Đến tháng 6 cùng năm, tiếp nối dự án Bach20, Hoàng Bách tiếp tục làm mới bản hit gắn liền với tên tuổi của mình, "Chuyện chàng cô đơn", theo phong cách Pop-Rock trong chặng đường đầu tiên mang tên Live20. Trong chặng đường này, Hoàng Bách sẽ thực hiện các tác phẩm âm nhạc được làm mới theo phong cách Pop-Rock hiện đại, đi theo xu hướng thời đại; đặc biệt, các bài hát này được chơi và thu trực tiếp cùng ban nhạc. Tiếp sau đó là những ca khúc khác thuộc chặng Live20, bao gồm "Một tình yêu" (do nhạc sĩ Đức Huy sáng tác) - được làm mới theo phong cách rock alternative, và "I love you family" - bài hát có sự tham gia của cô con gái 8 tuổi Hoàng Minh Hà (Meo Meo) trong vai trò giọng ca chính cũng như tác giả, cũng là ca khúc thứ 4 trong toàn dự án.
Tháng 11 năm 2021, Hoàng Bách tiếp tục sáng tác cùng con gái Hoàng Minh Hà ca khúc "Luôn có tôi bên bạn" ngay tại nhà trong giai đoạn Thành phố Hồ Chí Minh thực hiện giãn cách. Ca khúc thể loại Pop được phối Pop-Jazz, có lời bài hát dễ nhớ, dễ thuộc và đặc biệt ạnh cùng con gái đã tự quay MV, ghi lại khoảnh khắc tập thể dục, chơi đùa cùng nhau những tháng giãn cách.
Năm 2022, trong vai trò giám đốc sản xuất, Hoàng Bách đã cùng Cao Vịnh (SlimV) và Vincent Nguyễn thực hiện việc sản xuất bản nhạc "Những bước chân của rồng" - nhạc hiệu chính thức của Giải bóng đá Vô địch Quốc gia 2022 và các giải đấu chuyên nghiệp của bóng đá Việt Nam sau khi nhận lời đặt hàng từ Liên đoàn Bóng đá Việt Nam (VFF). Bản nhạc được thực hiện tại ba quốc gia Việt Nam, Đức và Hungary, và là sự kết hợp sản xuất của SpaceSpeakers cùng hơn 60 nhạc công đến từ các dàn nhạc giao hưởng Budapest Scoring Orchestra và Hanse Haus Studio. Ngoài ra, Hoàng Bách và cộng sự còn hợp tác với nhạc trưởng Klaus Genuit, người từng đoạt hai giải Grammy. Do bản nhạc được thực hiện trong thời gian đại dịch COVID-19 bùng phát ở cả ba nước, anh cùng các cộng sự đã phải làm việc liên tục cả ngày lẫn đêm trong suốt bảy tháng (từ tháng 6 năm 2021 đến tháng 1 năm 2022) và phải dời các thiết bị về nhà. Đây cũng là sản phẩm âm nhạc tiếp theo nằm trong dự án Bach20 của Hoàng Bách. Với sự đóng góp này, Hoàng Bách được công ty VPF chính thức công nhận là nhà trợ của bóng đá chuyên nghiệp Việt Nam, cũng là nghệ sĩ đầu tiên được vinh danh với vai trò nhà tài trợ.
Tháng 7 năm 2022, Hoàng Bách cho ra mắt MV "Bơi đi, bơi đi - I like swim", một sản phẩm âm nhạc khác dành cho cộng đồng nhân Ngày Thế giới phòng chống đuối nước (25 tháng 7). Ca khúc do Phúc Bồ, Đoàn Hoàng Sang, Hoàng Bách sáng tác; Hoàng Bách và gia đình thể hiện; phần sản xuất là sự hợp tác của Hoàng Bách cùng ekip Bach20 và producer Phúc Bồ, 1Billion Records. Tất cả quá trình thực hiện MV đều phải tiến hành trực tuyến, từ việc sáng tác, bàn bạc ý tưởng âm nhạc, ký kết hợp đồng cho đến việc phát triển MV dưới dạng phim hoạt hình 3D mà Hoàng Bách cùng Phát Anh (người thực hiện kỹ thuật hoạt hình) sản xuất.
Tháng 10 năm 2022, Hoàng Bách tiếp tục phát hành ca khúc và MV “Vượt biển" dành tặng riêng cho vợ mình; ca khúc được viết chỉ trong 30 phút ngay sau khi người con thứ ba - bé Hippo - chào đời năm 2019 nhưng mất tận 3 năm để hoàn thiện. "Vượt biển" là bản ballad do SlimV hòa âm phối khí; sau đó được Hoàng Bách gửi sang nước ngoài để có thêm sự hỗ trợ từ producer Vincent Nguyễn, dàn nhạc giao hưởng Budapest Scoring Orchestra (Hungary) và nhạc trưởng Klaus Genuit - những nhân vật đã tham gia thực hiện bản nhạc "Những bước chân của rồng" trước đó.
Đầu năm 2024, Hoàng Bách ra mắt ca khúc "Chiều nay ra sân" - sản phẩm âm nhạc được đặt hàng, hòa giọng cùng với Phạm Anh Khoa, Hoàng Tôn, SOOBIN, Phạm Đình Thái Ngân và Hồ Khánh Long. Ca khúc đã được VFF sử dụng làm ca khúc cổ động cho đội tuyển bóng đá quốc gia Việt Nam tại Cúp bóng đá châu Á 2023 diễn ra tại Qatar. Bài hát này vốn được Hoàng Bách sáng tác từ 4 năm trước cho đội bóng của anh, với tên gọi ban đầu là "Câu chuyện của những người đàn ông", sau đó được đổi sang tên gọi hiện tại theo góp ý của một nhà báo thể thao. Hoàng Bách đã thực hiện một cam kết nhanh để VFF toàn quyền sử dụng vĩnh viễn ca khúc này trong các hoạt động của các đội tuyển Việt Nam từ ngày 24 tháng 11 năm 2023.

## Phong cách nghệ thuật

### Phong cách âm nhạc và chủ đề
Hoàng Bách theo đuổi phong cách Pop với gam màu chủ đạo tươi sáng, tích cực.

### Giọng hát
Trong thời gian hoạt động cùng AC&M, Hoàng Bách giữ vai trò giọng Tenor thứ hai của nhóm. Hiện tại, Hoàng Bách sở hữu chất giọng Baritone - Tenor.

## Hình tượng công chúng
Phong cách đàn ông cổ điển - hiện đại (modern classic), lịch lãm, năng động và mang yếu tố thể thao.

## Thành tựu
- Bài hát yêu thích 2003 - Chuyện chàng cô đơn (cùng AC&M)
- Mai Vàng 2004 - Nhóm nhạc được yêu thích nhất (cùng AC&M)
- Làn sóng Xanh 2005 (cùng AC&M)
- Bài hát yêu thích nhất Bài Hát Việt Tháng 8/2007 - “Từ khi có em"
- Top 5 Album Vàng của tháng 9 của Album Vàng 2009
- Xếp hạng 12 ca khúc được yêu thích nhất theo lượt nghe trên website và bình chọn của HĐTC trong Liveshow “Bài hát yêu thích” tháng 9/2014 - “Người đàn ông trong ngôi nhà vắng"
- Đề cử trong hạng mục Khách mời ấn tượng của VTV Awards 2015 - Chương trình “Bố ơi mình đi đâu thế" cùng con trai Tê Giác
- Giải thưởng Cất Cánh VTV 2022

## Danh sách đĩa nhạc

### Album phòng thu
- Vol.1 - Mưa rơi cuối tuần (2004)
- Vol.2 - Từ khi có em (2006)
- Thoáng mây bay (2009)
- Vol.3 - Giây phút mong manh - Vệt nắng cuối trời (2011)
- Trời còn mưa mãi (2013)
- Vol.4 - 30+ Tôi muốn về nhà (2015)
- Hoàng Bách hát Việt Anh (2018)

### Đĩa đơn
- Vệt nắng cuối trời (2011)
- Tàn phai giấc mơ (2011)
- Về đi thôi (2013)
- Người đàn ông trong ngôi nhà vắng (2014)
- Tôi muốn về nhà (2014)
- Cho tôi trở về tuổi thơ (2014)
- Mình đi đâu thế bố ơi? (2014)
- Vì nụ cười em (2017)
- Cơn mưa nhỏ đầu mùa (2017)
- Mình già đi cùng nhau (2019)
- Chạm vào vinh quang (2019)
- Cô vi lang thang (2020)
- I love you family (2020)
- Luôn có tôi bên bạn (2021)
- Bơi đi, bơi đi - I like to swim (2022)
- Vượt biển (2022)
- Chiều nay ra sân (2024)

## Hoạt động khác
- Tham gia vào các game show Trò chơi âm nhạc (vai trò đội trưởng, 2010 - 2013), Ban nhạc quyền năng (vai trò thành viên ban nhạc, 2018 - 2020), Đồ Rê Mí (vai trò giám khảo).

- Bình luận viên bóng đá cho các đài truyền hình VTV, HTV, K+, Báo Thanh niên,...
- Giám đốc âm nhạc cho vở nhạc kịch High school musical phiên bản Việt Nam của nhóm kịch Buffalo[96]
- Phim ảnh: Phim truyền hình A Capella (cùng nhóm AC&M) (2007), Phim điện ảnh: Cô dâu đại chiến 2 (2014), Phim điện ảnh Quả tim máu (2014)
- Giám đốc âm nhạc, nhà tuyển chọn và phát triển dự án nhóm nhạc P336
- Nhà tuyển chọn và chuyên gia thanh nhạc cho các dự án Vietnam Idol, The Voice và Vietnam‘s Got Talent
- Sáng lập viên, điều hành Câu lạc bộ Bóng đá Nghệ sĩ (AUFC - Artist United Football Club) từ năm 2010 cùng với ca sĩ Phương Thanh, Phạm Anh Khoa
- Đại sứ du lịch Singapore tại Việt Nam (2016-2017)[97]
- Đại sứ hình ảnh cho Chiến dịch Vì phụ nữ quanh ta của UN Women (2017 - 2019)
- Đại sứ hình ảnh cho Chương trình Phòng chống đuối nước cho trẻ em (2022)
- Nghệ sĩ vì cộng đồng - Chiến dịch chống Covid 2022 của TP. HCM

## Gia đình
Năm 2006, Hoàng Bách kết hôn cùng Thanh Thảo - cựu người mẫu gốc Đồng Tháp. Sau khi lập gia đình, Thanh Thảo quyết định rời khỏi ngành giải trí để tập trung chăm sóc gia đình và chuyển hướng kinh doanh. Đến nay, cặp đôi đã có ba người con (2 trai và 1 gái) - con trai đầu là Trần Hoàng Minh (biệt danh "Tê Giác") sinh năm 2007, con gái thứ hai là Trần Hoàng Minh Hà ("Meo Meo") sinh năm 2012 và con trai út là Trần Hoàng Lâm ("Hippo") sinh năm 2019.
Hoàng Bách còn được khán giả ngưỡng mộ với hình tượng người đàn ông của gia đình - hết mực thương vợ và luôn là "tấm gương" cho các con. Năm 2020, Hoàng Bách gây sốt vì quyết định triệt sản bằng phương pháp thắt ống dẫn tinh vì thương vợ sau khi chứng kiến vợ sinh con trai thứ 3. Anh còn được biết đến là một ông bố giàu tình cảm, tinh tế và có tư tưởng hiện đại trong cách dạy con. Anh luôn để các con được tự do bộc lộ cá tính và sở thích của mình. Sau khi tham gia chương trình "Bố ơi mình đi đâu thế" cùng bố, Tê Giác được khán giả yêu mến nhờ tính cách tự lập, cá tính.  Ngoài ra, cậu bé học rất giỏi và đạt được những thành tích ấn tượng - xuất sắc đoạt HCB Olympic Sinh - Lý thành phố, đạt 8.0 IELTS.  Đặc biệt, Tê Giác rất giỏi nhạc - đặc biệt là piano. Con gái thứ hai Meo Meo lại là một cô bé cá tính mạnh, năng động, hoạt bát và thích nghịch ngợm.  Cô bé có năng khiếu hát rất hay, thường xuyên tham gia các cuộc thi và còn được đứng trên sân khấu với bố. Đáng chú ý, Meo Meo còn có tiềm năng sáng tác khi 6 tuổi rưỡi, đã tự sáng tác được bài hát đầu tiên - I Love You Family dưới sự trợ giúp của bố.